# Pardosa metlakatla
Pardosa metlakatla là một loài nhện trong họ Lycosidae.
Loài này thuộc chi Pardosa. Pardosa metlakatla được James Henry Emerton miêu tả năm 1917.